# Duane Woodward
Duane Woodward, né le 4 juin 1976, à New York, dans l'État de New York, est un joueur et entraîneur américain de basket-ball. Il évolue au poste d'arrière.

## Palmarès
- Meilleur marqueur de la FIBA Europe League 2004